# ولادیمیر ووسکوبوینیکوف
ولادیمیر ووسکوبوینیکوف (روسی: Влади́мир Воскобо́йников؛ زادهٔ ۲ فوریهٔ ۱۹۸۳) بازیکن فوتبال اهل استونی است.
از باشگاه‌هایی که در آن بازی کرده‌است می‌توان به باشگاه فوتبال لوچ ولادی‌وستوک، باشگاه فوتبال لوادیا تالین، باشگاه فوتبال نفتچی باکو، باشگاه فوتبال تورپدو مسکو، باشگاه فوتبال خیمکی، باشگاه فوتبال باکو، باشگاه فوتبال اینفونت، باشگاه فوتبال نومه کالیو، باشگاه فوتبال دینامو تفلیس، و باشگاه فوتبال اوپن اشاره کرد.
وی همچنین در تیم‌های ملی فوتبال زیر ۲۱ سال استونی و استونی بازی کرده‌است.